# Ambeon
«Ambeon» — музыкальный проект голландского музыканта Арьен Энтони Люкассена в стиле прогрессивного метала. Изначально альбомы были задуманы как инструментальные, основывающиеся на риффах и мелодиях группы Люкассена Ayreon. Название составлено из слов «ambient» и «Ayreon».
Во время записи композиций, Люкассен получил демозапись 14-летней Астрид ван дер Веен (нидерл. Astrid van der Veen, 26 февраля 1986). Ему понравился голос молодой певицы и он пригласил её участвовать в проекте в том числе и в качестве автора песен.

## Состав
- Астрид ван дер Веен (Astrid van der Veen) — вокал, автор песен
- Арьен Энтони Люкассен (Arjen Anthony Lucassen) — гитарист, клавишник, мультиинструменталист, автор музыки
- Стефен ван Хестрегт (Stephen van Haestregt) — барабанщик
- Уолтер Латуперисса (Walter Latupeirissa) — бас-гитарист
- Джон и Пат Макманус (John и Pat McManus из группы Celtus) — флейта, волынка и скрипка

## Дискография

### Fate of a Dreamer (2001)
1. «Estranged» — 2:47
2. «Ashes» — 5:29
3. «High» — 4:12
4. «Cold Metal» — 6:50
5. «Fate» — 7:39
6. «Sick Ceremony» — 3:44
7. «Lost Message» — 4:30
8. «Surreal» — 4:37
9. «Sweet Little Brother» — 6:06
10. «Dreamer» — 5:17

### Cold Metal (сингл) (2001)
1. «Cold Metal» (Remix Single Version)
2. «Merry-Go-Round»
3. «High» (Remix)
4. «Cold Metal» (Album Version)